# Романчук Роман Романович
Рома́н Рома́нович Романчу́к (3 червня 1979, Стрий, СРСР — 8 вересня 2016, Одеса, Україна) — український і російський боксер-любитель, майстер спорту міжнародного класу з кікбоксингу і майстер спорту міжнародного класу з боксу. З 2001 року виступав за Росію.

## Біографія
Романчук Роман народився 3 червня 1979 року в місті Стрию, Львівська область, СРСР, (тепер Україна), де проживав до 20 років.
Лівша Романчук, чий батько також був успішним боксером-любителем, у віці від 11 до 15 років тренувався у заслуженого тренера України Любомира Паламаря в Стрию. 1994 року став чемпіоном України у своїй віковій категорії. 1998 року закінчив Стрийський технікум за спеціальністю «електрик», а 2000 року переїхав до Москви. 2001 року став чемпіоном світу з кікбоксингу й визнаний найкращим кікбоксером турніру. Того ж року виграв відкритий чемпіонат Москви з боксу в категорії 81 кг, став найкращим боксером турніру й дістав після цього запрошення до збірної Росії з боксу.
2002 року Романчук перемагає на турнірі «Олімпійські надії» в рамках зимового чемпіонату Росії, після чого був введений до складу національної збірної Росії. Цього ж року завоював бронзову медаль Кубка світу 2002 року в Астані. 2004 року виграв титул чемпіона Росії. 2005 року став переможцем Кубка світу в Москві й був визнаний найкращим боксером турніру. 2006 року став віце-чемпіоном Європи і срібним призером Кубка світу, а також чемпіоном Росії. Був визнаний найтехнічнішим боксером Росії 2006 року. Віце-чемпіон Росії 2007 року. В січні 2008 року Романчуку в Австрії була зроблена операція плечового суглобу, після чого він вернувся до занять боксом і був запрошений в збірну Росії для підготовки до Кубка світу 2008 року.
Кар'єра Романчука фактично закінчилась після випадку у Владивостоці в липні 2008 року під час тренувального збору національної збірної Росії. Ранком 28 липня 2008 року в Романчука відбувся конфлікт із жителем міста, внаслідок якого обидва дістали важкі поранення голови з безствольного пістолета «Оса», від чого кривдник боксера пізніше помер. За першою версією, Роман відібрав пістолет у нападника й вистрелив йому в голову. В ході розслідування ця версія була поставлена під сумнів, оскільки на пістолеті не знайшли відбитків пальців боксера. Сам Романчук розказував, що після пострілу в голову нічого не пам'ятав і припускав, що другий постріл відбувся під час боротьби. 27 березня 2009 року суд Фрунзенського району Владивостока визнав Романчука винним в убивстві при перевищенні самооборони і засудив його до півтора року колонії-поселення. Вирок був оскаржений обома сторонами. В результаті Романчук був визнаний винним у «заподіянні смерті з необережності» і засуджений до одного року і двох місяців позбавлення волі. 4 грудня 2009 року боксер був випущений на свободу. Навесні 2010 року Романчук оголосив про бажання повернутися на ринг.
14 грудня 2010 року Роман Романчук був затриманий за підозрою в крадіжці чоловічих шкіряних рукавичок вартістю 11 000 рублів з магазину шкіргалантереї. Боксера доставили в ОВС по Тверському району Москви, але пізніше відпустили, оскільки власники магазину не стали писати заяву про крадіжку.
Працював тренером у спортклубі «КИТЭК».
Останні роки свого життя провів у Одесі, в одному з монастирів. На 38-му році життя раптово помер від серцевого нападу.

## Титули

### Бокс
- 2006 Чемпіонат Європи з боксу 2006 року в Пловділі, Болгарія  +91 кг
- 2005 Чемпіонат світу з боксу 2005 року в Мяньяні, Китай  +91 кг
- 2005 Кубок світу з боксу 2005 року в Москві, Росія  −91 кг (Командні змагання)

### Кікбоксинг
- 2001 Чемпіонат світу з кікбоксингу 2005 року в Белграді, Сербія та Чорногорія  −81 кг (Повний контакт)